# Austrarchaea mainae
Austrarchaea mainae is een spinnensoort uit de familie Archaeidae. De soort komt voor in West-Australië.